# نوريا فيليو
نوريا فيليو (21 سبتمبر 1941 - 22 يوليو 2022)، هي ممثلة ومغنية إسبانية قطلونية. ولدت في مدينة برشلونة، ظهرت لأول مرة كمغنية في عام 1964. سجلت 50 ألبومًا وأكثر من 400 أغنية. سياسيا كانت تؤيد استقلال إقليم قطلونية. حصلت على عدة جوائز.

## روابط خارجية
- نوريا فيليو في قاعدة بيانات الأفلام على الإنترنت